# Branchville (Virginia)
Branchville es una localidad del Condado de Southampton, Virginia, Estados Unidos. Según el censo de 2000 tenía una población de 123 habitantes y una densidad de población de 107.9 hab/km².

## Demografía
Según el censo de 2000, había 123 personas, 50 hogares y 36 familias residiendo en la localidad. La densidad de población era de 107,9 hab./km². Había 56 viviendas con una densidad media de 49,1 viviendas/km². El 67,48% de los habitantes eran blancos, el 30,89% afroamericanos, el 0,81% asiáticos y el 0,81% pertenecía a dos o más razas.
Según el censo, de los 50 hogares en el 32,0% había menores de 18 años, el 52,0% pertenecía a parejas casadas, el 20,0% tenía a una mujer como cabeza de familia y el 28,0% no eran familias. El 26,0% de los hogares estaba compuesto por un único individuo y el 24,0% pertenecía a alguien mayor de 65 años viviendo solo. El tamaño promedio de los hogares era de 2,46 personas y el de las familias de 2,97.
La población estaba distribuida en un 24,4% de habitantes menores de 18 años, un 5,7% entre 18 y 24 años, un 23,6% de 25 a 44, un 23,6% de 45 a 64 y un 22,8% de 65 años o mayores. La media de edad era 44 años. Por cada 100 mujeres había 75,7 hombres. Por cada 100 mujeres de 18 años o más, había 63,2 hombres.
Los ingresos medios por hogar en la localidad eran de 24.844 dólares ($) y los ingresos medios por familia eran 32.917 $. Los hombres tenían unos ingresos medios de 21.250 $ frente a los 19.583 $ para las mujeres. La renta per cápita para la ciudad era de 11.985 $. El 4,6% de la población estaba por debajo del umbral de pobreza. El 015,8% de los habitantes de 65 años o más vivían por debajo del umbral de pobreza.

## Geografía
Según la Oficina del Censo de los Estados Unidos, la localidad tiene un área total de 1,1 km², todos ellos correspondientes a tierra firme.